# Aleksandra Stepanova
Aleksandra Nikolajevna Stepanova (Russisch: Александра Николаевна Степанова) (Sint-Petersburg, 19 augustus 1995) is een Russisch kunstschaatsster die uitkomt in het ijsdansen. Stepanova en haar partner Ivan Boekin werden in 2013 wereldkampioen bij de junioren. Ze werden in 2018 aanvankelijk geselecteerd voor de Olympische Spelen, maar Boekin werd door het IOC geweigerd.

## Biografie

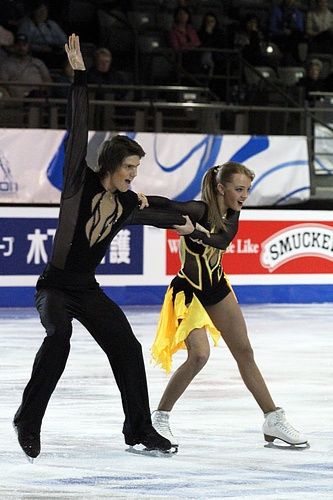
Stepanova en Boekin in 2011.

Stepanova komt uit een sportief gezin: haar moeder was volleybalster en haar vader langebaanschaatser. Zelf ging ze zich vanaf vijfjarige leeftijd op kunstschaatsen richten. Ze begon als soloschaatsster, maar al snel bleek dat ze - vanwege haar lange benen - meer geschikt was voor het ijsdansen. In 2006 werd ze aan Ivan Boekin gekoppeld.
Ze deden drie keer mee aan de Junior Grand Prix-finale (2011-2013) en wonnen drie keer een medaille. Ook beide deelnames aan de WK voor junioren waren succesvol met het veroveren van de zilveren medaille in 2012 en de gouden in 2013. Door ziekte konden ze niet meedoen aan de WK voor junioren van 2014, waar ze wel voor waren geselecteerd.
Bij de senioren legden Stepanova en Boekin het met de nationale kampioenschappen telkens af tegen andere paren. In hun debuutjaar 2014/15 waren Jelena Ilinych / Roeslan Zjigansjin en Ksenia Monko / Kirill Chaljavin de betere partijen, in 2015/16 Jekaterina Bobrova / Dmitri Solovjov en Viktoria Sinitsina / Nikita Katsalapov en de volgende vier jaren werden ze tweede achter Bobrova/Solovjov (2017, 2018) en Sinitsina/Katsalapov (2019, 2020). In 2021 behaalden ze bij hun achtste deelname de nationale titel dan wel. Desondanks deden de ijsdansers het op internationale toernooien wel goed. Ze namen zes keer deel aan zowel de Europese- als de wereldkampioenschappen. Drie keer wonnen ze een medaille op de EK: 1x zilver (2019) en 2x brons (2015, 2018). De beste prestatie op de WK is de vierde plek (2019). De Russische bond wilde Stepanova en Boekin in 2018 afvaardigen naar de Olympische Winterspelen in Pyeongchang, maar om een grootschalig dopingschandaal als in 2014 te voorkomen werden nu tal van sporters geweigerd. Ook Boekin werd voor de Spelen niet uitgenodigd door het IOC.

## Persoonlijke records
Stepanova/Boekin
| records             | punten | datum      | toernooi   |
| ------------------- | ------ | ---------- | ---------- |
| Hoogste totaalscore | 211.29 | 25-01-2020 | EK         |
| Hoogste korte kür   | 084.07 | 22-11-2019 | NHK Trophy |
| Hoogste vrije kür   | 127.34 | 25-01-2020 | EK         |

## Belangrijke resultaten
| Kampioenschap | 09/10 | 10/11 | 11/12  | 12/13  | 13/14  | 14/15         | 15/16         | 16/17         | 17/18         | 18/19         | 19/20         | 20/21         |
| --- | ----- | ----- | ------ | ------ | ------ | ------------- | ------------- | ------------- | ------------- | ------------- | ------------- | ------------- |
| Olympische Spelen |       |       |        |        |        |               |               |               | u (*)         |               |               |               |
| Wereldkampioenschap |       |       |        |        |        | 9e            | 11e           | 10e           | 7e            | 4e            | *             | 5e            |
| Europees kampioenschap |       |       |        |        |        | Brons         | 5e            | 5e            | Brons         | Zilver        | Brons         | *             |
| Grand Prix-finale |       |       |        |        |        |               |               |               |               | 4e            | 4e            |               |
| Nationaal kampioenschap |       |       |        |        | 6e     | Brons         | Brons         | Zilver        | Zilver        | Zilver        | Zilver        | Goud          |
| WK junioren |       |       | Zilver | Goud   | t.z.t. | geen deelname | geen deelname | geen deelname | geen deelname | geen deelname | geen deelname | geen deelname |
| Junior Grand Prix-finale |       | Brons | Brons  | Goud   |        | geen deelname | geen deelname | geen deelname | geen deelname | geen deelname | geen deelname | geen deelname |
| NK junioren | 7e    | 4e    | Zilver | t.z.t. | Goud   | geen deelname | geen deelname | geen deelname | geen deelname | geen deelname | geen deelname | geen deelname |
| t.z.t. = trokken zich terug / * Afgelast naar aanleiding van de coronapandemie. (*) Het paar was aanvankelijk geselecteerd voor de Spelen, maar Boekin werd door het IOC uitgesloten voor deelname. |       |       |        |        |        |               |               |               |               |               |               |               |